# Simon Fraser (15e Lord Lovat)
Brigadegeneraal Simon Christopher Joseph Fraser, 15e Lord Lovat en 4e Baron Lovat DSO, MC, TD  (Beaufort Castle, Inverness, 9 juli 1911 - Beauly, Inverness, 16 maart 1995) was een Schotse edelman. Hij stond aan het hoofd van de Clan Fraser en hij was een Britse Commando tijdens de Tweede Wereldoorlog.
Lovat was de zoon van de 14de Lord Lovat en Laura Lister. Hij studeerde in Oxford. In 1930 was hij 2de luitenant van de Lovat Scouts, een Schots regiment van scherpschutters. In 1931 kwam hij bij de Scottish Guards, waar hij in 1934 luitenant werd. In 1937 werd hij reserveofficier en op 10 oktober 1938 trouwde hij.

## Oorlogsjaren

Na Dieppe, 1942

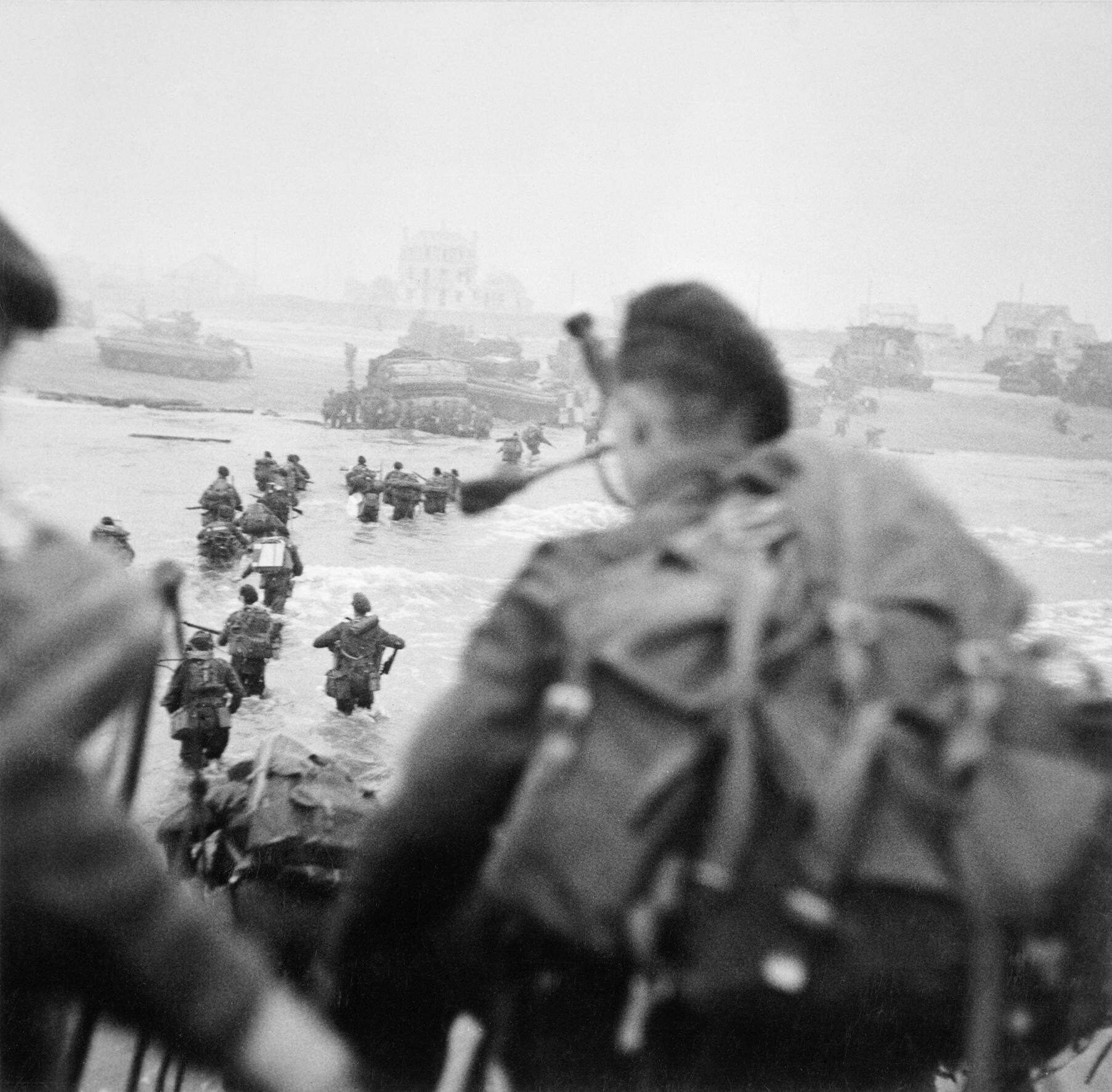
Lovat tijdens de amfibische landing bij Sword Beach

In augustus 1939 werd Lovat gemobiliseerd en kwam hij weer bij de Lovat Scouts. In 1940 kwam hij als vrijwilliger bij de Commando's. Na zijn training werd hij ingedeeld bij de No. 4 Commando. 
Lofoten
De eerste actie was 4 maart 1941 Operatie Claymore op 3 maart 1941 op de Lofoten eilanden samen met No. 3 Commando. De actie - een aanval op visolie-fabrieken die glycerine produceerden voor gebruik in munitie - was een succes: 11 Duitse schepen werden tot zinken gebracht, er werd veel materiaal vernield, codeboeken gevonden en 216 Duitse militairen werden gevangengenomen.
Hardelot
De volgende actie was de raid op de Franse stad Hardelot tijdens Operatie Abercrombie op 21 april 1942. Doel was het verkennen van Duitse verdedigingswerken op het strand, het maken van krijgsgevangenen en het vernietigen van een zoeklichtinstallatie. Hiervoor werd hij onderscheiden met het Military Cross in april 1942. 
Dieppe
Hij werd commandant en landde in augustus 1942 met zijn troepen aan de rechterflank tijdens de Raid op Dieppe. Deze actie was rampzalig, ruim 4000 man werden verloren, vooral Canadezen. Aan zijn flank werd wel enig succes geboekt. Hij kreeg de Distinguished Service Order.
Normandië
Lovat werd als brigadegeneraal commandant van de in 1941 opgerichte 1st Special Service Brigade die ook in Dieppe actief was geweest. Later werd de naam veranderd in 1st Commando Brigade (Special Service werd tot SS afgekort, deze afkorting werd niet geschikt geacht). Met deze Brigade werd hij op 6 juni op Sword Beach in Normandië afgezet. Hij liet Bill Millin tijdens de landing op zijn doedelzak spelen. Toen Millin hem erop wees dat dit verboden was zei Lovat: "“Ah, but that’s the English War Office. You and I are both Scottish, and that doesn’t apply.” Lovat trok vervolgens op naar de Pegasusbrug, waar Britse luchtlandingstroepen met Horsa zweefvliegtuigen enkele uren ervoor geland waren.
Breville
Tijdens de slag bij Bréville werd Lovat ernstig gewond terwijl hij stond te kijken naar een Schots bombardement. Lt.kol. Johnny Johnson kwam hierbij om het leven.

## Na de oorlog
Hoewel hij goed herstelde van de verwondingen die hij in Frankrijk had opgelopen, kon hij toch niet meer in het leger actief zijn. Hij ging in 1962 met pensioen met de rang van brigadegeneraal.
Lovat heeft altijd belangstelling gehad voor de politiek. In 1945 werd hij ondersecretaris van het Ministerie van Buitenlandse Zaken. Hij zat in de House of Lords.
In 1946 werd hij Commandeur van de Orde van Sint-Jan (Verenigd Koninkrijk).
De laatste jaren waren moeilijk. Hij had zes kinderen, van wie in een paar maanden twee zonen verongelukten. Bovendien kreeg hij financiële problemen. Een jaar voor zijn overlijden werd kasteel Beaufort, waar hij geboren was, verkocht.
Bill Millin speelde op zijn doedelzak tijdens de begrafenis.

## Onderscheiden

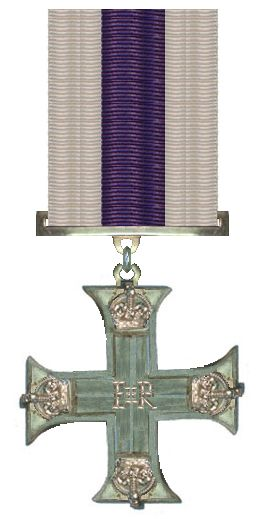
Military Cross

- Military Cross, 7 juli 1942, na Operatie Abercrombie
- Distinguished Service Order na de Raid op Dieppe

## Trivia
- In de film The Longest Day werd hij vertolkt door Peter Lawford.